# Coheed and Cambria
Coheed and Cambria est un groupe de metal progressif américain, originaire de Nyack, dans l'État de New York. Le groupe est actif depuis 1995, même s'ils n'ont porté le nom de Coheed and Cambria qu'à partir de 2001, au moment où le batteur Nate Kelley quitte le groupe. Avant cela, ils étaient connus sous le nom de Shabűtie. Le style musical arbore des aspects de rock progressif, pop, heavy metal, et post-hardcore.
Les albums de Coheed and Cambria sont des albums-concept révélant l'intrigue d'un récit intitulé The Amory Wars écrit par le chanteur Claudio Sanchez. Le groupe compte au total sept albums studio, deux albums live, et diverses versions en édition spéciale.

## Biographie

### Shabűtie (1995–2001)
En mars 1995, Claudio Sanchez et Travis Stever dissolvent le groupe Toxic Parents. Ils sont rejoints par Nate Kelley et forment le groupe Beautiful Loser, composé de Stever au chant et à la guitare, Sanchez à la guitare, Kelley à la batterie et Jon Carleo à la basse. Mais le groupe ne dure pas longtemps car en juin de la même année ils se séparent pour des raisons monétaires. Stever ayant quitté le groupe, il devient donc un trio et se renomme Shabűtie. Ce nom est tiré de chants de la tribu africaine naked prey, dans le film Naked Prey. Sanchez devient chanteur et guitariste.
Le groupe passe près d'un an à expérimenter plusieurs styles musicaux, punk rock, rock indépendant, rock acoustique, funk et heavy metal. Quand Jon Carleo quitte le groupe en août 1996, Kelley recrute Michael Todd pour prendre sa place, et Todd qui était à l'origine guitariste, devient bassiste,. Shabűtie était un groupe très productif, ils avaient déjà une dizaine de chansons et sorti une démo Plan to Take Over the World. En 1999, ils sortent l'EP, The Penelope, peu de temps après que Stever ait réintégré le groupe. Ils changent brièvement le nom en Leader One, mais ils reviennent à Shabűtie à cause d'un mécontentement des fans. Le nom Leader One sera utilisé plus tard par Josh Eppard pour son projet solo.
En fin d'année 1999, Kelley quitte le groupe au cours d'un concert, il sera remplacé par Josh Eppard qui lui vient de quitter le groupe 3,. En 2000, ils sortent l'EP Delirium Trigger avec Kelley en vedette à la batterie mais listé Eppard dans les notes. La même année le groupe frappe fort en décrochant un contrat avec Equal Vision Records, mais le label leur demande de changer de nom, ils doivent trouver quelque chose de plus accessible et demande aux fans de faire leur choix parmi : In Fear and Hour, With Will and Danger et Paris and Flames, les fans choisissent Paris in Flames qu'ils utiliseront quelque temps, mais ce nom est déjà le titre d'une chanson du groupe Thursday, ils le changent donc en Coheed and Cambria, nom tiré d'un projet solo de Claudio.

### Coheed and Cambria (2001–2006)
Plusieurs chansons de l'EP Delirium Trigger font partie d'une histoire de science-fiction appelée The Bag.On.Line Adventures, qui sera renommé plus tard The Amory Wars. Le projet est développé au cours d'un voyage à Paris, où ils avaient choisi de rebaptiser leur groupe Coheed and Cambria, nom donné à deux protagonistes de l'histoire, ils ont également adopté le concept comme thème qui unifiera leurs prochains albums. Le projet a également un logo officiel, qui représente l'alignement des planètes dans l'univers Amory Wars.
Février 2002 voit le lancement de leur premier album The Second Stage Turbine Blade chez Equal Vision Records. Influencé par le groupe post-hardcore, At the Drive-In, cet album est crédité par l'apparition de Dr. Know du groupe punk hardcore de Washington, DC, GoGos. Les morceaux Delirium Trigger, 33 et Junesong Provision de l'EP Delirium Trigger sont retravaillés, le groupe a aussi sorti son premier single et tourné son premier clip pour Devil in Jersey City,. Ils sont comparés au groupe de rock progressif, Rush du fait de la voix haute de Sanchez, ce qui les différencie de leurs paires de la scène post-hardcore. Le groupe joue quelques dates en Angleterre et au Japon, ainsi qu'un bref passage sur le Vans Warped Tour en 2002. Le groupe commence à travailler avec le manager Blaze James en août 2002, ce qui propulsera le groupe,.
Après une longue tournée avec les groupes Breaking Pangea et The Used, le groupe sort son deuxième album studio In Keeping Secrets of Silent Earth: 3 en octobre 2003 chez Equal Vision Records,. Ils sortent les singles A Favor House Atlantic et Blood Red Summer, leurs vidéos passent sur MTV, ils partent en tournée avec Thursday, Thrice, AFI, et Rainer Maria, ils font une seconde apparition au Vans Warped Tour. L'album est no 52 au Billboard et est certifié disque d'or par la RIAA,.

### Good Apollo, I'm Burning Star IV(2004–2006)
En août 2004, un concert au Starland Ballroom de New Jersey est filmé pour leur premier DVD live, Live at the Starland Ballroom, sorti en mars 2005.
Au printemps 2005, ils rentrent en studio afin d'enregistrer leur troisième album Good Apollo, I'm Burning Star IV, Volume One: From Fear Through the Eyes of Madness chez Columbia Records avec qui ils signent un contrat de plusieurs albums,. Good Apollo, Volume One est leur plus gros succès commercial à ce jour avec 1 million d'albums vendus, no 7 au Billboard,. Ils sortent trois singles Welcome Home, The Suffering, et Ten Speed (Of God's Blood and Burial), cet album représente un changement par rapport à leurs influences post-hardcore, ils s'orientent vers un style rock progressif, car les solos de guitare sont plus présents. Le groupe entame une tournée américaine et européenne avec The Blood Brothers, Circa Survive, Head Automatica et Avenged Sevenfold, ils sortent en exclusivité iTunes l'EP Kerrang!/XFM UK Acoustic Sessions, et leur second DVD live The Last Supper: Live at Hammerstein Ballroom.

### No World for Tomorrow(2006–2009)

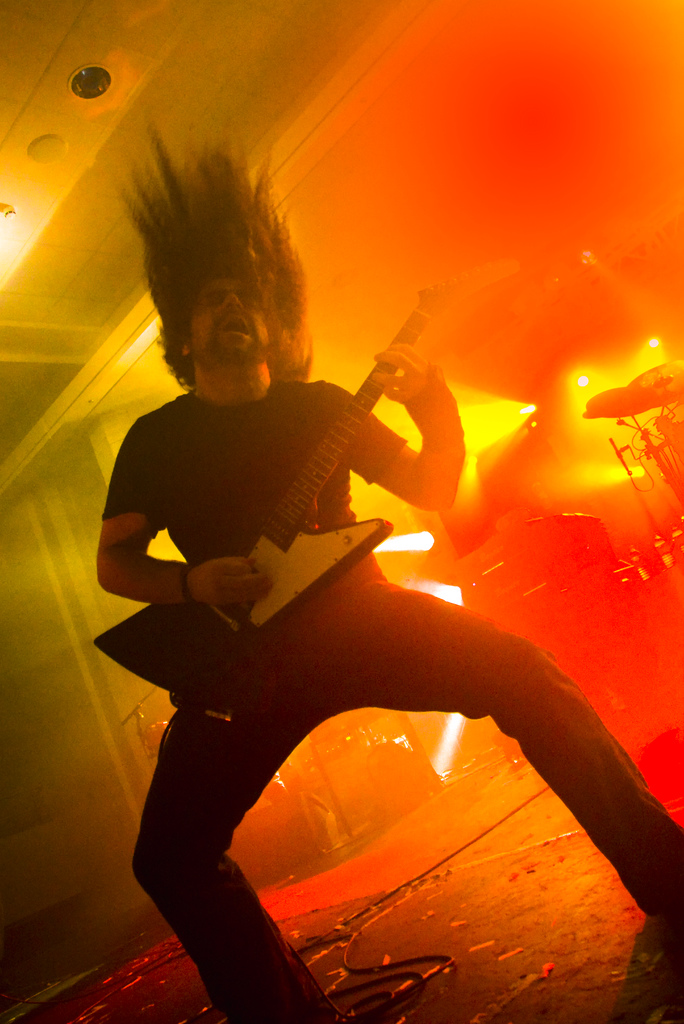
Claudio Sanchez au Kerrang! Tour en 2008.

Claudio Sanchez réalisa un album d'une autre projet (lié à Coheed and Cambria), The Prize Fighter Inferno, courant octobre 2006 nommé My Brother Is a Blood Machine. Tout comme les albums de Coheed and Cambria, c'est un album-concept autour d'une protagoniste de Coheed et Cambria intitulé Jesse : The Prize Fighter Inferno. Ce personnage est déjà apparu dans les histoires de Coheed and Cambria à ses débuts. Cet album est conçu pour être un épisode antérieur aux albums de Coheed and Cambria. Claudio déclare : « Quand le groupe s'appelait Shabütie, l'idée initiale pour Coheed and Cambria était de créer un second projet electro/acoustique. Alors je pense que The Prize Fighter Inferno est ce genre d'idée originale de Coheed and Cambria. »
Au début du mois de novembre 2006, il est annoncé que Josh Eppard et Michael Todd avaient officiellement quitté le groupe pour des raisons personnelles, et que Michael Petrak le technicien de Matt Williams prend brièvement la place de batteur pour une poignée de concerts. En avril 2007, l'ancien bassiste Michael Todd a officiellement rejoint le groupe, juste à temps pour entrer en studio à Los Angeles, avec un nouveau producteur Nick Raskulinecz. Le mois de juin suivant, il est annoncé que Chris Pennie, ancien batteur de Dillinger Escape Plan, rejoint officiellement Coheed Cambria, mais en raison de restrictions contractuelles avec son précédent label, Pennie ne figurait pas sur le quatrième album. Au lieu de cela, c'est Taylor Hawkins, batteur de Foo Fighters qui a enregistré, faisant usage de plusieurs idées que Pennie avait déjà mis au point avec Sanchez.
Le quatrième album du groupe, ainsi que le second signé chez Columbia Records, Good Apollo, I'm Burning Star IV, Volume Two: No World for Tomorrow sort courant octobre 2007 et se place directement à la 6e place dans les charts américains. Le premier single tiré de cet album est The Running Free, sorti avant l'album durant le mois d'août 2007. Le second single de cet album est Feathers et sort fin 2007. Dans ce second clip on reconnait Rena Riffel qui est une actrice, chanteuse, danseuse, écrivaine, productrice et directrice américaine.
Le groupe prépare une tournée mondiale de quatre mois en 2008. Ils tournent en tête d'affiche du festival Bamboozle. Ils jouent aussi en tête d'affiche du Kerrang! Tour in the U.K., où ils reprennent The Trooper d'Iron Maiden, reprise qui fera partie de la compilation Maiden Heaven. Ils sont nommés dans la catégorie de la meilleure vidéo internationale aux Kerrang! Awards.
En octobre et novembre, le groupe joue avec Neverender, une série de concerts de quatre nuit. L'évenement se tient à New York, Chicago, Los Angeles, et Londres en début décembre Neverender: Children of The Fence Edition, un coffret CD/DVD de leur performance avec Neverender, est publié le 24 mars 2009.

### Year of the Black Rainbow(2009–2011)
Coheed and Cambria tourne avec Slipknot et Trivium entre janvier et mars 2009 puis avec Heaven and Hell en août. L'année suivante, ils sortent Year of the Black Rainbow accompagné d'un roman coécrit par Claudio Sanchez et Peter David.
En 2011, le groupe connait quelques déboires avec son line-up : en effet, le bassiste Mic Todd est arrêté le 10 juillet pour vol à main armée dans une pharmacie d'Attelboro en menaçant de faire sauter une bombe si on ne lui donnait pas de l'Oxycontin. Il sera relâché quelques semaines après à la suite du paiement de sa caution.

### The Afterman(2011–2014)
Cependant, les autres membres décident de continuer l'aventure sans lui et le remplacent par Wes Styles temporairement. Le 2 octobre, Coheed and Cambria annonce via sa page Facebook le départ du batteur Chris Pennie. C'est le 16 novembre que les deux membres restants de la formation publient un communiqué sur leur site web officiel pour annoncer le retour de Josh Eppard.
C'est le 26 avril 2012 qu'est présenté, sur le site officiel, le nouveau bassiste Zach Cooper en remplacement de Mic Todd. Le 27 août 2012, le groupe publie leur premier single Key Entity Extraction I: Domino the Destitute accompagné d'une clip sur leur chaîne Vevo
Le 9 octobre, Ascension, la première partie du double album The Afterman est publiée alors que la seconde partie, Descension, sort le 5 février 2013.

### The Color Before the Sun(depuis 2015)
Début août 2015, Coheed and Cambria annonce la sortie de The Color Before the Sun, leur huitième album studio, pour le 9 octobre sur le label 300 Entertainment. Enregistré au studio St. Charles de Nashville avec le producteur Jay Joyce, c'est le premier disque du groupe qui n'est pas conceptuel et sans rapport avec le récit The Amory Wars.

## Membres

### Membres actuels
- Claudio Sanchez – chant, guitare (depuis 1995)
- Travis Stever – guitare, chœurs, lap steel guitar (1995, depuis 1999)
- Josh Eppard – batterie, chœurs, clavier (2000–2006, depuis 2011)
- Zach Cooper – basse, chœurs (depuis 2012)

### Anciens membres
- Nate Kelley – batterie, chœurs, percussions (1995–2000)
- Jon Carleo – basse (1995–1996)
- Michael Todd – basse, chœurs (1996–2006, 2007–2011)
- Chris Pennie – batterie, percussions (2007–2011)

### Membres studio
- Taylor Hawkins – batterie (2007)

### Membres live
- Dave Parker – clavier (2005–2006)
- Wes Styles – clavier (2007–2010), basse (2011–2012)

## Discographie
- 2002 : The Second Stage Turbine Blade
- 2003 : In Keeping Secrets of Silent Earth: 3
- 2005 : Good Apollo, I'm Burning Star IV, Volume One: From Fear Through the Eyes of Madness
- 2007 : Good Apollo, I'm Burning Star IV, Volume Two: No World for Tomorrow
- 2010 : Year of the Black Rainbow
- 2012 : The Afterman: Ascension
- 2013 : The Afterman: Descension
- 2015 : The Color Before the Sun
- 2018 : The Unheavenly Creatures
- 2022 : Vaxis II: A Window of the Waking Mind
- 2025 : Vaxis – Act III: The Father of Make Believe